# Vídar

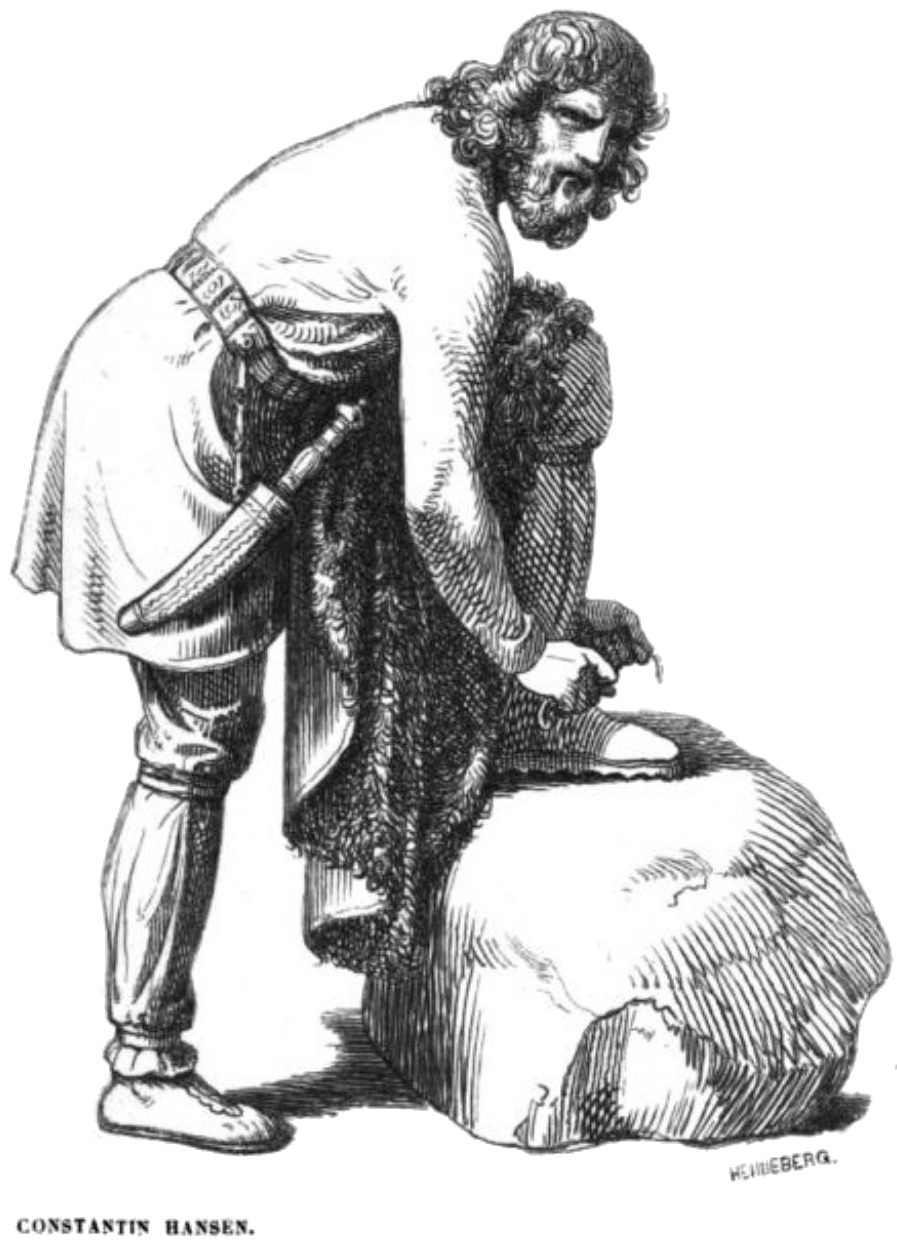
Vídar by Hansen

En la mitologia norrena, Vídar (norrè occidental antic: Viðarr) és interpretat com el déu del silenci (la malenconia) i la quietud dels boscos pel Prof. Riutort (URV). El seu nom és un derivat del norrè occidental antic viðr ‘bosc’, volgudament semblant a un dels noms de son pare: Viðurr. Era fill de l'Odin i la gýgr Gríðr. Els Skáldskaparmál l'anomenen Viðarr þǫgli, això és, Viðarr el silenciós o Viðarr el taciturn, convertint la malenconia en el tret característic del seu caràcter. Tanmateix i segons els cants de l'Edda i la informació aportada per Snorri, serà ell el qui venjarà la mort de son pare Odin durant els ragna rǫk i un dels pocs déus que sobreviuran a la batalla.

## Mites

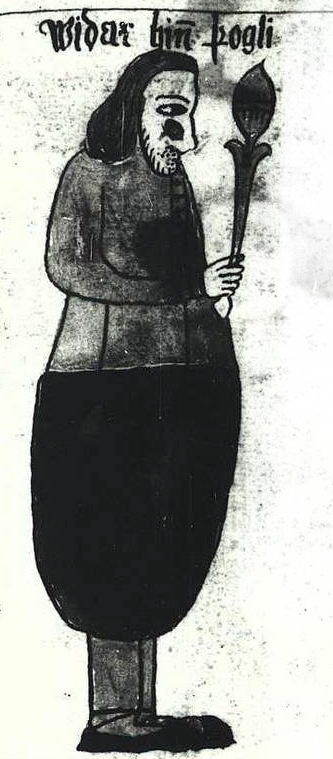
Representació d'en Vidar el silenciós en el manuscrit islandès del AM 738 4to.

El poeta dels Grímnismál ens hi descriu a l'estrofa 17 l'estatge del déu amb aquestes paraules:
| Hrísi vex oc há grasi Viðars land, Viði; enn þar mǫgr of læzc af mars baki, frœcn, at hefna fǫður | Amb brolla es recobreix i amb alt herbei el País del Vidar, Vidi; i allà, el fill es dirà, de dalt del seu cavall, [prou] intrèpid per a venjar son pare. |

L'estrofa palesa, a més a més, l'estreta relació existent entre el nom del déu i el bosc (norrè occidental antic: viðr), tant si interpretem Viði com el nom del país com si hi veiem un datiu amb el valor de amb bosc, de bosc. La solitud del país del Vidar se'ns fa també palesa en la coincidència de la seva descripció amb la descripció malenconiosa del viarany abandonat que trobem a l'estrofa 119 dels Loddfáfnismál:
| þvíat hrísi vex oc hávo grasi vegr er vætki trøðr. | Perquè amb brolla es recobreix i amb alt herbei el camí que res ja no fressa. |